# Aurorankatu
Aurorankatu (en français : rue d'Aurora) est une rue du quartier d'Etu-Töölö à Helsinki en Finlande.

## Présentation
Au nord-est, Aurorarankatu part d'Arkadiankatu, à l'ouest du musée d'histoire naturelle, au sud-ouest elle se termine devant le musée national sur la place où commence Museokatu.
Au bout d'Arkadiankatu se trouve une colline escarpée. 
En partant de la fin d'Arkadiankatu vers Museokatu, la rue se descend en pente douce devant l'entrée de la Bibliothèque du Parlement. 
Dans son parcours, Aurorankatu croise six rues : Mannerheimintie, Museokatu, Töölönkatu, Nervanderinkatu, Freesenkatu et Arkadiankatu.

## Étymologie
La rue porte le nom d'Aurora Karamzin et son extrémité du côté de Mannerheimintie se trouve près de la villa d'Hakasalmi où elle habitait.

## Galerie

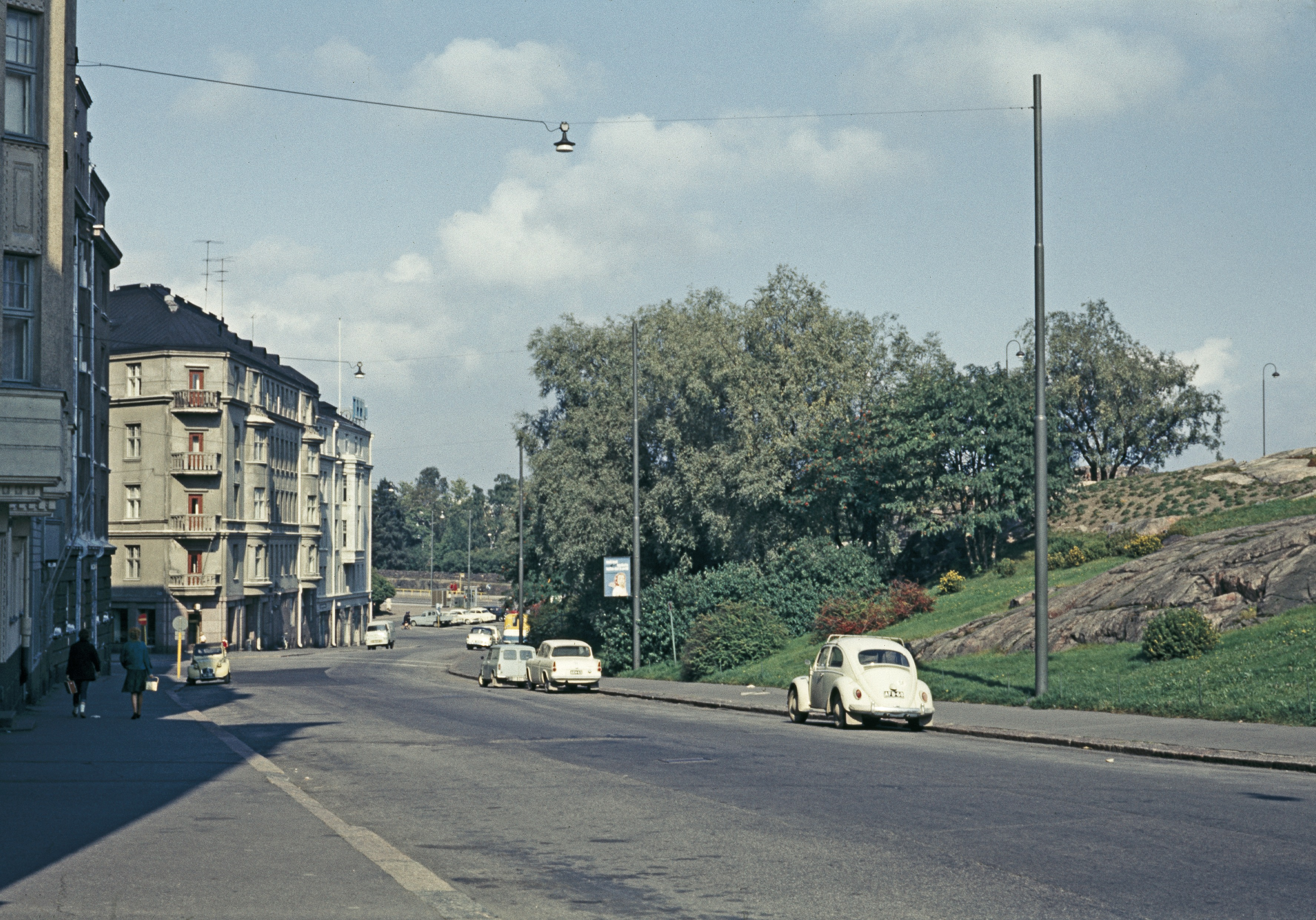
Aurorankatu 9, 7, 5 et 3 à gauche.
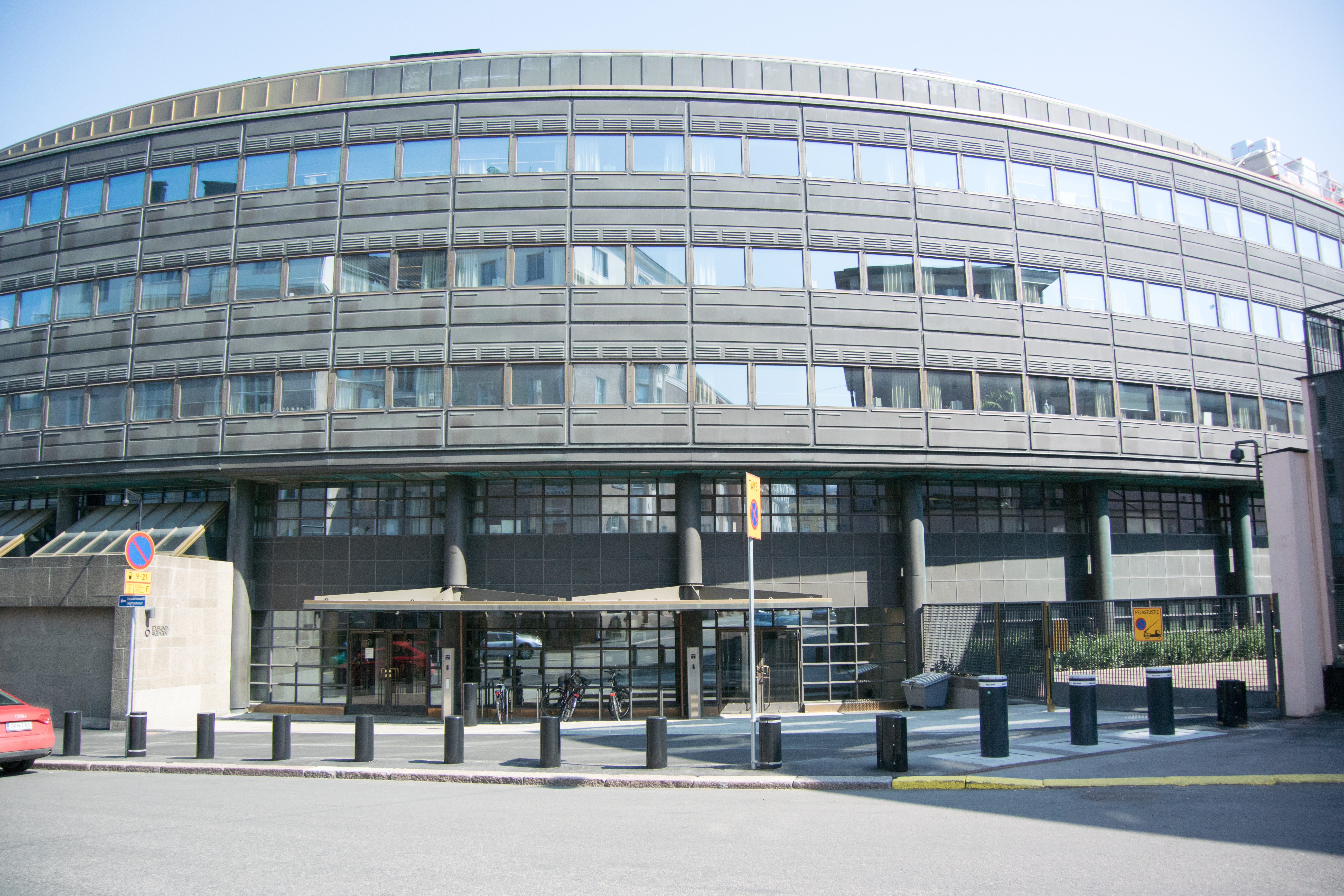
Aurorankatu 6.
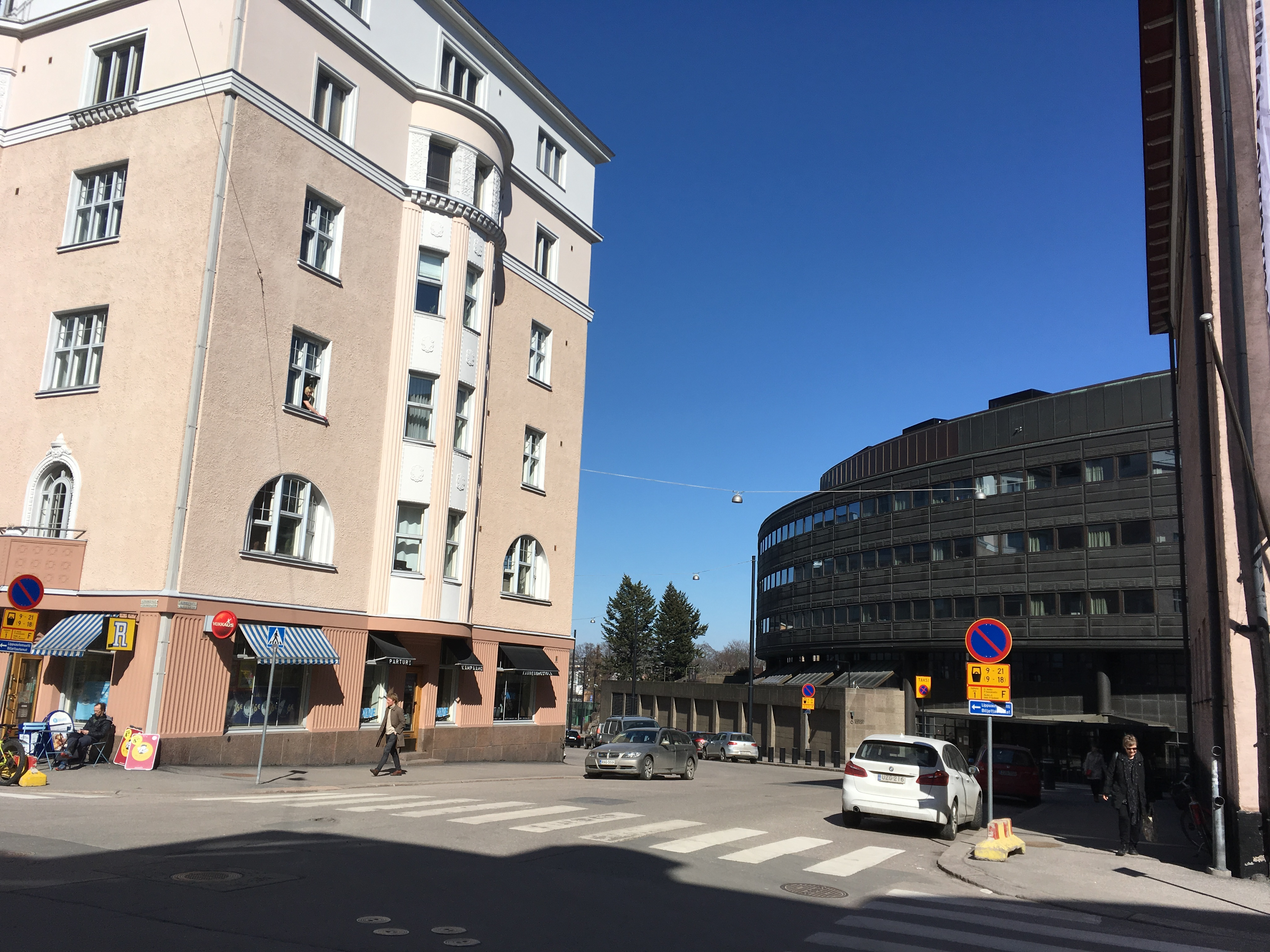
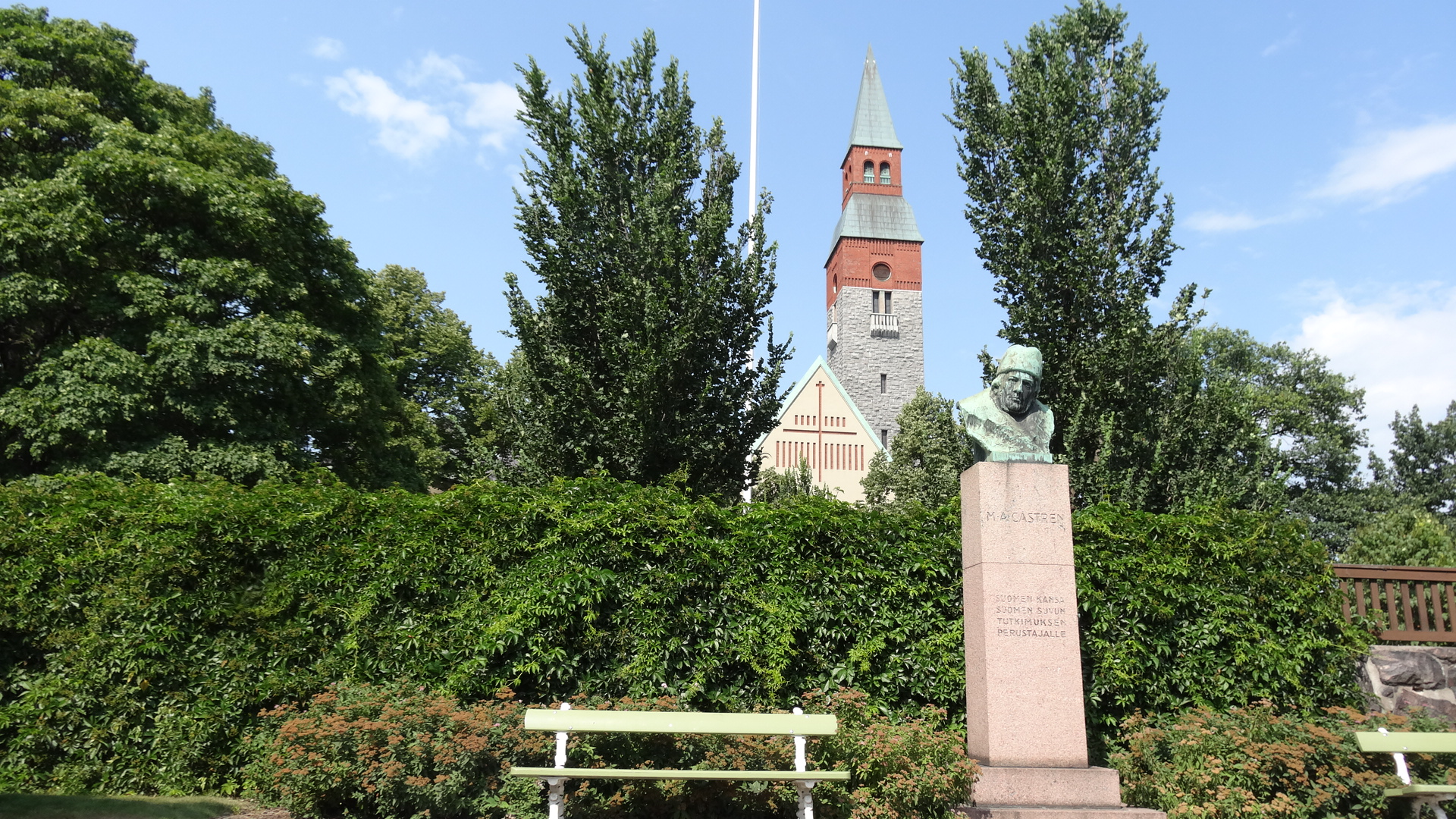
Musée national
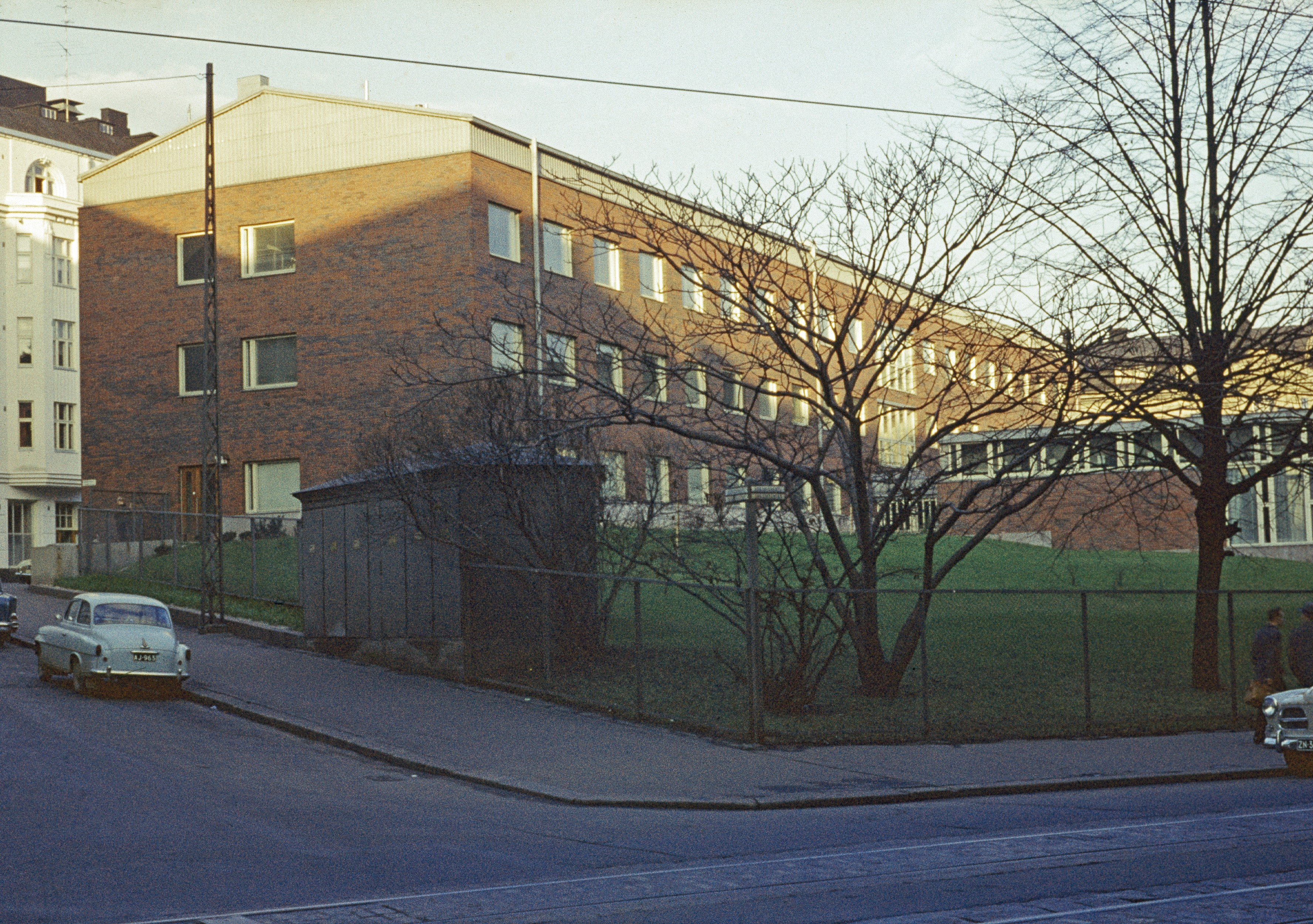
Aurorankatu 16-20.
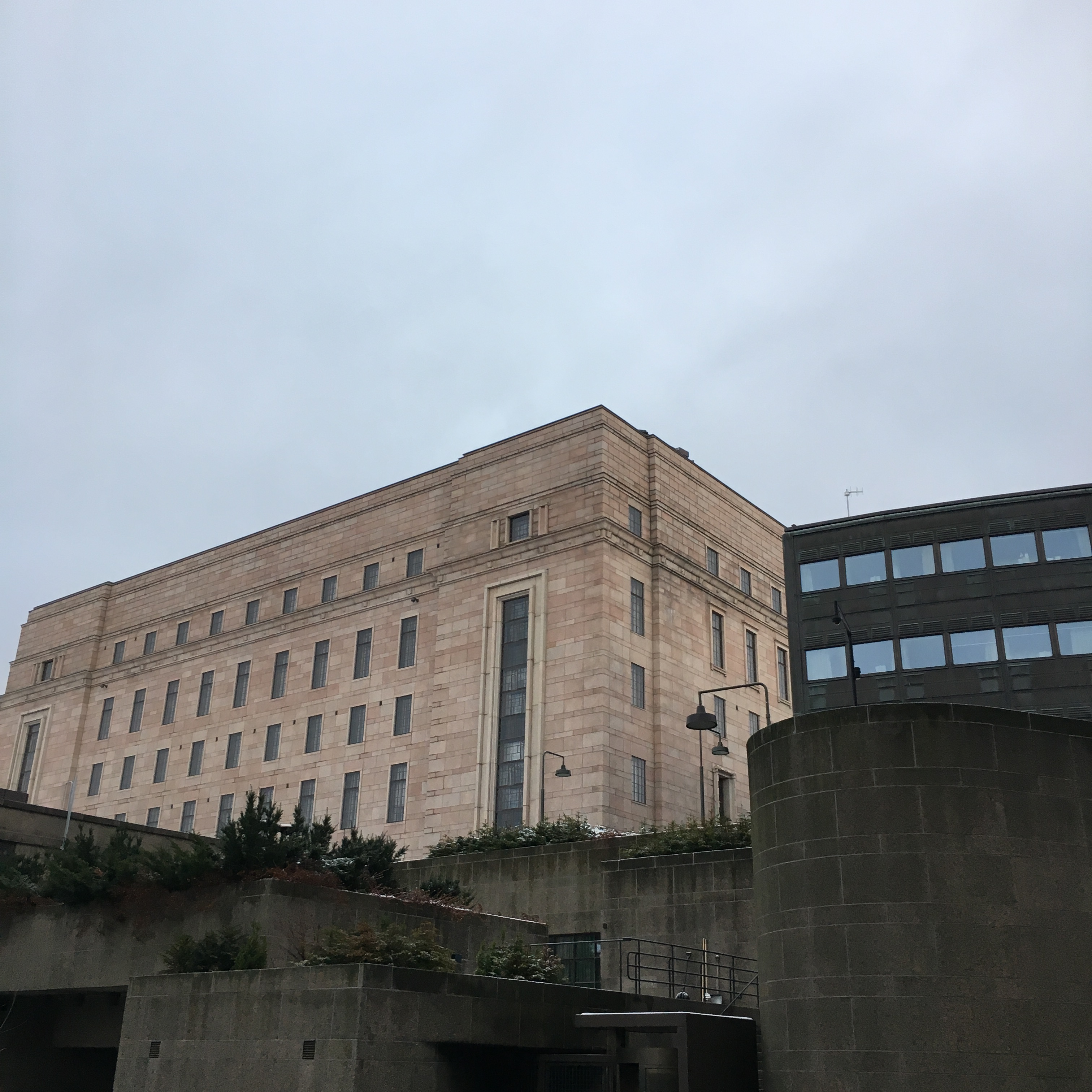
Eduskuntatalo.
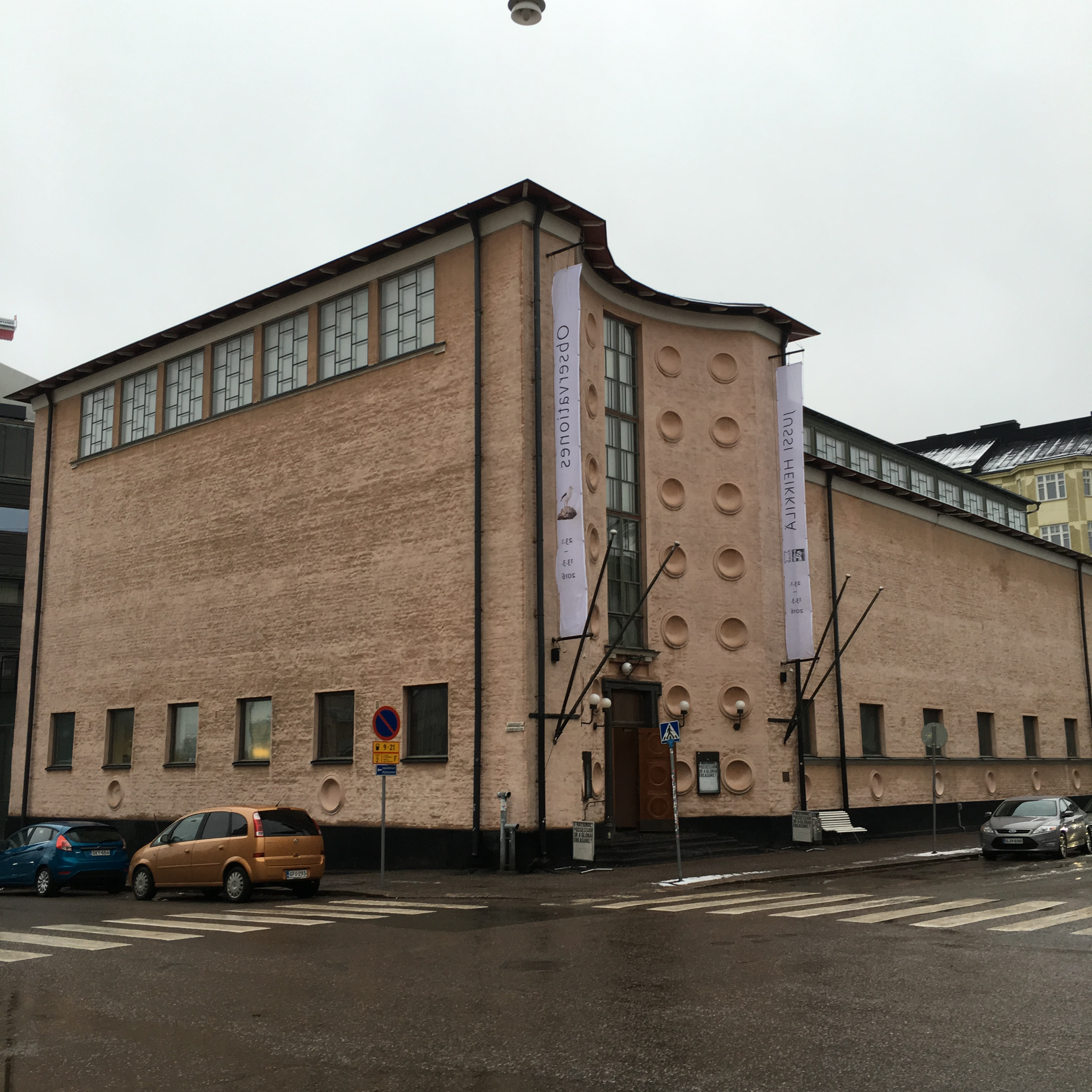
Galerie d'art
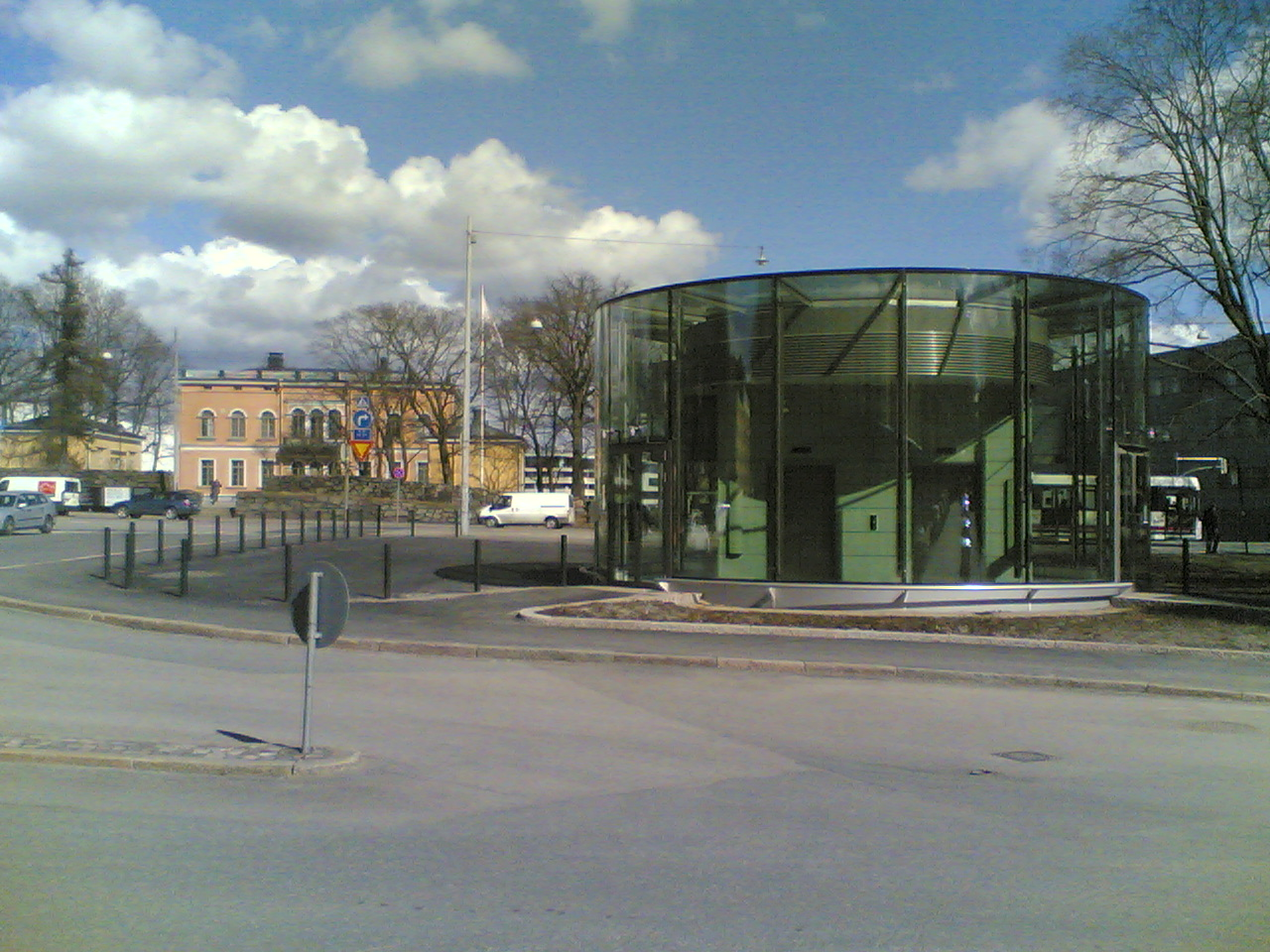